# Google Formulare
Google Formulare (englisch Google Forms) ist eine Umfrageverwaltungssoftware, die Teil der kostenlosen, webbasierten Google Docs Editors Suite von Google ist. Der Dienst umfasst noch Google Docs, Google Tabellen, Google Präsentationen, Google Zeichnungen, Google Sites und Google Notizen.
Google Formulare ist nur als Webanwendung verfügbar. Die App ermöglicht es Benutzern, Umfragen online zu erstellen und zu bearbeiten und gleichzeitig mit anderen Benutzern in Echtzeit zusammenzuarbeiten. Die gesammelten Informationen können automatisch in eine Tabelle eingegeben werden.

## Features
Der Google Formulare-Dienst wurde im Laufe der Jahre mehreren Aktualisierungen unterzogen. Zu den Funktionen gehören unter anderem die Menüsuche, das Mischen von Fragen in zufälliger Reihenfolge, die Begrenzung der Antworten auf einmal pro Person, kürzere URLs, benutzerdefinierte Themen, die automatische Generierung von Antwortvorschlägen beim Erstellen von Formularen und eine Option „Datei hochladen“ für Benutzer, die Fragen beantworten, bei denen sie Inhalte oder Dateien von ihrem Computer oder Google Drive teilen müssen.
Im Oktober 2014 führte Google Add-ons für Google Formulare ein, mit denen Drittanbieter Umfragen neue Funktionen hinzufügen können, während Google im Juli 2017 Formulare aktualisiert hat, um mehrere neue Funktionen hinzuzufügen. Intelligente Antwortvalidierung ist in der Lage, Texteingaben in Formularfeldern zu erkennen, um zu identifizieren, was geschrieben wurde, und den Benutzer aufzufordern, die Informationen bei falscher Eingabe zu korrigieren. Abhängig von den Dateifreigabeeinstellungen in Google Drive können Benutzer Datei-Uploads von Personen außerhalb der Mehrfachantworten in einer Tabelle anfordern. In den Einstellungen können Benutzer Änderungen vornehmen, die sich auf alle neuen Formulare auswirken, z. B. immer E-Mail-Adressen sammeln.
Google Formulare bietet alle Funktionen für die Zusammenarbeit und das Teilen von Daten mit Docs, Tabellen, Präsentationen, Zeichnungen und Sites.